# ОШ „Филип Кљајић Фића” Чукарица
Основна школа "Филип Кљајић Фића" је једна од основних школа на Чукарици. Налази се у улици Николаја Гогоља 40 на Бановом брду, у Београду.

## Име школе
Школа носи име по револуционару и учеснику Народноослободилачке борбе Филипу Кљајићу Фићи. Тадашњим указом Председништва Антифашистичког већа народног ослобођења Југославије (АВНОЈ), међу првим борцима Народноослободилачке војске, 25. септембра 1944. године је проглашен за народног хероја.

## Историјат школе
Основна школа "Филип Кљајић Фића" је основана 1961. године на Бановом Брду. Школа је позната по томе што је прва у Београду имала клизалиште.

## Школа данас
Школу похађа око 1000 ђака који су распоређени у 41 одељење. На располагању, школа има две фискултурне сале, један базен, терене за физичко, информатичке учионице, кухињу и продужени боравак ученика првог и другог разреда. Осим тога, школа поседује највећу библиотеку на Чукарици са око 25000 књига.
Због броја ђака, настава у школи се одвија у две смене. Страни језици који се у њој уче су енглески и немачки језик. Осим тога, као део склопа ваннаставних активности, организован је рад већег броја секција попут еколошке, драмске, рецитаторске, литерарне, спортске секције, те и клуба младих техничара, хора и других активности.